# Calvactaea
Calvactaea is een geslacht van kreeftachtigen uit de klasse van de Malacostraca (hogere kreeftachtigen).

## Soort
- Calvactaea tumida Ward, 1933